# Sambonganyar
Sambonganyar is een bestuurslaag in het regentschap Blora van de provincie Midden-Java, Indonesië. Sambonganyar telt 2434 inwoners (volkstelling 2010).